# Radara byrsopa
Radara byrsopa là một loài bướm đêm trong họ Noctuidae.